# Xã Washington, Quận Independence, Arkansas
Xã Washington (tiếng Anh: Washington Township) là một xã thuộc quận Independence, tiểu bang Arkansas, Hoa Kỳ. Năm 2010, dân số của xã này là 969 người.